# Rochefortia tumida
Rochefortia tumida är en musselart som först beskrevs av Carpenter 1864.  Rochefortia tumida ingår i släktet Rochefortia och familjen Lasaeidae. Inga underarter finns listade i Catalogue of Life.